# 롱플레이뮤직
롱플레이뮤직(Long Play Music)은 대한민국의 공연기획사인 (주)인넥스트트렌드의 매니지먼트 음악사업부이다. 2010년 '브라운아이드소울'과 계약을 하면서 매니지먼트 사업도 겸하게 되었다. 2017년 11월 17일에 산타뮤직에서 롱플레이뮤직으로 사명을 변경하였다.

## 소속 아티스트
- 브라운 아이드 소울
- 버즈
- 에코브릿지
- 아이 투 아이
- 수상한 커튼
- 김거지
- 최용원
- 제프 버넷
- 박민혜
- 다니엘 리
- PLT
- 신재하
- 조아라
- 라포엠
- 시네마
- 더 픽스